# Sacramenia
Sacramenia è un comune spagnolo di 533 abitanti situato nella comunità autonoma di Castiglia e León.